# Кула (град)
Кула је градско насеље и седиште општине Кула у Западнобачком округу. Према попису из 2022. било је 14.873 становника. Овде се налазе Српска православна црква Светог Марка у Кули и Римокатоличка црква Св. Ђорђа у Кули.

## Називи
Град је познат по још неким називима на другим језицима: мађ. Kúla,  , русин. Кула, укр. Кула.

## Историја
Данашња Кула помиње се у историјским записима као једно од најстаријих насеља Бачке. Претпоставља се да је ту још 1522. године, на почетку 16. века, постојао „град од земље“ с турском војном посадом и нешто мало унаоколо насељених Срба и Буњеваца.
У ствари, најраније, званичне податке о Кули срећемо у белешкама о поседу Ференца Вешелењија из 1652. године, као и из пројекта грофа Штаренберга од 29. августа 1699. године у којем се говори о граници према Турцима на којој је била посада од 100 војника.
По свему судећи, Кула или ближа околина је била насељена много векова пре првих нађених записа о постојању овог места. Велика пустошења у овим крајевима и измењена структура становништва су допринели да трагови ранијих насеља нестану. По народном предању, у време Турака, негде на територији данашње Куле, постојала је једна кула са турском посадом (мање утврђење или осматрачница), те се сматра да је место по тој кули и добило назив. О овоме не постоје неки чвршћи докази, нити су у том правцу вршена озбиљнија истраживања до данас. Па ипак се зна да је у наредним вековима ова територија често мењала господаре да би се тек после Првог светског рата припојила матици Србији.
И поред великих пустошења која су Турци вршили у овим крајевима су из тих времена остали први писани трагови о постојању Куле. Тако је забележено у црквеним записима прелатства, Калоча (Мађарска) о убирању дажбина (десетине) за цркву.
"... 1543. године... Кула (!) 12 форинти и 1 пар чизама..."
"... 1650. године... Кула 12 форинти и пар чизама..."
У једном запису из 1733. године је забележено да је Кула имала 251 кућу. Записи из тих времена спомињу Кулу као: Куља, Кола, Кула, Горња Кула, Доња Кула, што упућује на могућност постојања и два одвојена насеља: један део насеља, вероватно на падинама узвишице Телечке, а други негде испред ових падина.
Из 18. и 19. века постоје већ редовнији записи о овим крајевима.
У Бачкој, па и у околини Куле, с обзиром на природне погодности првенствено се развијала земљорадња и сточарство. Насељавање Мађара 1740. и Немаца 1780-1785. године имало је поред економског, и национално-политички карактер.
Почетак организованог досељавања карпатских Русина на просторе данашње Србије везан је управо за Кулу. У мају 1745. године, коморске власти су склопиле уговор са првом групом русинских досељеника, који су пристигли у Кулу, односно на пустару Косцељиско, тако да се поменута година (1745) међу Русинима у Србији обележава као почетак њиховог досељавања, а тим поводом је 1995. године у Новом Саду одржан и пригодан научни скуп, којим је обележена 250. годишњица (1745-1995) досељавања Русина на ове просторе.
Баш за околину Куле, па и целу средњу Бачку, од огромног је значаја било ископавање одводног канала од Куле до Врбаса 1785. године, којим су одвођене воде из мочварних предела из горњег атара Куле у природни ток речице од Врбаса према Тиси. Овај канал је продужен до мочварног предела код Новог Сивца 1786. године. Већ у периоду 1793-1797. године овај канал је продужен и повезан са Дунавом и Тисом те је створена претеча данашњег Великог бачког канала. Творац овог канала је био инжењер Јожеф Киш, који је у остварењу овог великог подухвата наилазио на много неразумевања и велике тешкоће.
Кула је пред сам крај 19. века повезана са осталим местима макадамским путем Сомбор - Кула - Врбас - Бечеј, и Кула - Руски Крстур - Оџаци. Директну железничку везу добија 1896. године пругама Сомбор-Кула-Бечеј, и Мали Иђош - Кула - Бачка Паланка. Железничка веза је постојала и раније иако нешто удаљена од Куле, пругом Суботица - Врбас - Нови Сад, када је станица у Врбасу носила назив Врбас-Кула.
Привреда Куле већ у 18. веку бележи видан развој, а у 19. и 20. веку уместо мануфактурног добија индустријски карактер. Прерада конопље и влакана свилене бубе, затим производња пива, били су познати у Кули у 19. веку. Почетком 20. века село је имало 9.000 становника; занатство је било веома развијено, док је индустрија била у успону. Кула је имала и свој лист: "Bacskai Kozerdekek".
Устаљењем новонасељених становника у 18. веку, не само земљорадња и сточарство, већ и занатство се почело развијати. Тако су у Кули по записима из 1815. године постојали цехови кројача, обућара, а касније 1819. године цехови ћурчија, ткача итд. Занатство се нагло развијало, па је 1894. године занатско удружење у Кули бројало 254 члана, а који су евидентирали 154 помоћника и 59 ученика. Развијено занатство је у овом месту била колевка индустријализације.
Тако је:
- 1812. године основана фабрика пива.
- 1876. године је подигнут први парни млин.
- 1880. године је основана фабрика плугова.
- 1882. године је основана ливница и фабрика арматура.
- 1892. године основана је фабрика свилених тканина.
- 1904. године основана је фабрика столарија.
- 1906. године основана је фабрика шешира.
- 1908. године је основана фабрика вунених тканина.
- 1916. године је подигнут Млин „Житобачка“.
- 1920. године је подигнута фабрика коже, мада њена производња датира још из 1753, када су то биле мануфактурне радионице, с малим бројем радника и понеком машином.

Неке од ових фабрика су после Првог светског рата, а нарочито за време светске економске кризе (1929-1931. године) престале са радом, као што су фабрика свилених тканина, фабрика столарије и фабрика шешира.

## Демографија
У насељу Кула живи 15.384 пунолетна становника, а просечна старост становништва износи 40,7 година (39,2 код мушкараца и 42,2 код жена). У насељу има 6.602 домаћинстава, а просечан број чланова по домаћинству је 2,70.
Становништво у овом насељу веома је нехомогено.
|             | \| Демографија[4] \| Демографија[4] \| Демографија[4] \| \| Година \| Становника \| Становника \| \| -------------- \| -------------- \| -------------- \| \| 1948. \| 10.704 \| \| \| 1953. \| 11.733 \| \| \| 1961. \| 13.609 \| \| \| 1971. \| 17.245 \| \| \| 1981. \| 18.847 \| \| \| 1991. \| 19.311 \| 19.005 \| \| 2002. \| 19.301 \| 19.739 \| \| 2011. \| 17.866 \| \| |            |
| Демографија | |            |
| Година      | Становника | Становника |
| 1948.       | 10.704 |            |
| 1953.       | 11.733 |            |
| 1961.       | 13.609 |            |
| 1971.       | 17.245 |            |
| 1981.       | 18.847 |            |
| 1991.       | 19.311 | 19.005     |
| 2002.       | 19.301 | 19.739     |
| 2011.       | 17.866 |            |

| Етнички састав према попису из 2002.‍ | Етнички састав према попису из 2002.‍ | Етнички састав према попису из 2002.‍ | Етнички састав према попису из 2002.‍ | Етнички састав према попису из 2002.‍ |
| ------------------------------------ | ------------------------------------ | ------------------------------------ | ------------------------------------ | ------------------------------------ |
|                                      |                                      |                                      |                                      |                                      |
| Срби                                 | Срби                                 |                                      | 9.623                                | 49,85%                               |
| Црногорци                            | Црногорци                            |                                      | 3.022                                | 15,65%                               |
| Мађари                               | Мађари                               |                                      | 2.738                                | 14,18%                               |
| Украјинци                            | Украјинци                            |                                      | 1.125                                | 5,82%                                |
| Русини                               | Русини                               |                                      | 725                                  | 3,75%                                |
| Југословени                          | Југословени                          |                                      | 446                                  | 2,31%                                |
| Хрвати                               | Хрвати                               |                                      | 322                                  | 1,66%                                |
| Немци                                | Немци                                |                                      | 97                                   | 0,50%                                |
| Македонци                            | Македонци                            |                                      | 63                                   | 0,32%                                |
| Словаци                              | Словаци                              |                                      | 48                                   | 0,24%                                |
| Муслимани                            | Муслимани                            |                                      | 28                                   | 0,14%                                |
| Словенци                             | Словенци                             |                                      | 22                                   | 0,11%                                |
| Албанци                              | Албанци                              |                                      | 19                                   | 0,09%                                |
| Роми                                 | Роми                                 |                                      | 17                                   | 0,08%                                |
| Чеси                                 | Чеси                                 |                                      | 16                                   | 0,08%                                |
| Буњевци                              | Буњевци                              |                                      | 12                                   | 0,06%                                |
| Руси                                 | Руси                                 |                                      | 10                                   | 0,05%                                |
| Горанци                              | Горанци                              |                                      | 4                                    | 0,02%                                |
| Бошњаци                              | Бошњаци                              |                                      | 2                                    | 0,01%                                |
| Румуни                               | Румуни                               |                                      | 1                                    | 0,00%                                |
| Бугари                               | Бугари                               |                                      | 1                                    | 0,00%                                |
| непознато                            | непознато                            |                                      | 340                                  | 1,76%                                |

| Година пописа     | 1948. | 1953. | 1961. | 1971. | 1981. | 1991. | 2002. |
| ----------------- | ----- | ----- | ----- | ----- | ----- | ----- | ----- |
| Број домаћинстава | 3.186 | 3.641 | 4.472 | 5.529 | 6.175 | 6.470 | 6.602 |

| Број чланова      | 1     | 2     | 3     | 4     | 5   | 6   | 7  | 8  | 9 | 10 и више | Просек |
| ----------------- | ----- | ----- | ----- | ----- | --- | --- | -- | -- | - | --------- | ------ |
| Број домаћинстава | 1.245 | 1.662 | 1.323 | 1.581 | 505 | 208 | 54 | 17 | 3 | 4         | 2,91   |

| Пол    | Укупно | Неожењен/Неудата | Ожењен/Удата | Удовац/Удовица | Разведен/Разведена | Непознато |
| ------ | ------ | ---------------- | ------------ | -------------- | ------------------ | --------- |
| Мушки  | 7.708  | 2.504            | 4.633        | 299            | 263                | 9         |
| Женски | 8.460  | 1.898            | 4.656        | 1.431          | 458                | 17        |
| УКУПНО | 16.168 | 4.402            | 9.289        | 1.730          | 721                | 26        |

| Пол    | Укупно                    | Пољопривреда, лов и шумарство | Рибарство                            | Вађење руде и камена | Прерађивачка индустрија       |
| ------ | ------------------------- | ----------------------------- | ------------------------------------ | -------------------- | ----------------------------- |
| Мушки  | 3.579                     | 529                           | 3                                    | 3                    | 1.243                         |
| Женски | 2.456                     | 181                           | 0                                    | 2                    | 733                           |
| УКУПНО | 6.035                     | 710                           | 3                                    | 5                    | 1.976                         |
| Пол    | Производња и снабдевање   | Грађевинарство                | Трговина                             | Хотели и ресторани   | Саобраћај, складиштење и везе |
| Мушки  | 57                        | 193                           | 521                                  | 146                  | 228                           |
| Женски | 13                        | 28                            | 518                                  | 129                  | 47                            |
| УКУПНО | 70                        | 221                           | 1.039                                | 275                  | 275                           |
| Пол    | Финансијско посредовање   | Некретнине                    | Државна управа и одбрана             | Образовање           | Здравствени и социјални рад   |
| Мушки  | 48                        | 51                            | 208                                  | 89                   | 72                            |
| Женски | 78                        | 46                            | 130                                  | 215                  | 253                           |
| УКУПНО | 126                       | 97                            | 338                                  | 304                  | 325                           |
| Пол    | Остале услужне активности | Приватна домаћинства          | Екстериторијалне организације и тела | Непознато            | Непознато                     |
| Мушки  | 70                        | 1                             | 0                                    | 117                  | 117                           |
| Женски | 37                        | 1                             | 0                                    | 45                   | 45                            |
| УКУПНО | 107                       | 2                             | 0                                    | 162                  | 162                           |

## Спорт
Тренутно у граду Кули функционишу три фудбалска клуба ФК Хајдук Јуниор, ФК Кула и КФК Кула, од којих је најуспешнији Хајдук Јуниор, који се такмичи у Подручној лиги Сомбор, и бори се за пласман у виши ранг такмичења. Овај клуб је успешан у млађим категоријама, такмичи се у Квалитетној лиги Војводине. ОФК Хајдук основан је у јулу 2013.год. а угашен 2015. године. ФК Хајдук 1925 основан је 2013. год.

## Познате личности
- Габор Киш (1751-1800), хидрауличар и војни инжењер. Млађи брат Јожефа Киша (1748–1813) заједно са њим пројектант Великoг бачког канала.
- Алекса Поповски (1805-1830), секретар Милоша Обреновића.
- Карло Бијелицки (1813-1878), оснивач Градске библиотеке у Сомбору.
- Милета Лесковац (1873-1942), апотекар.
- Лазар Бајић (1877-1947), доктор правних наука.
- Исидор Бајић (1878-1915), био је српски композитор, учитељ, педагог, мелограф и издавач. Основао је и био први директор Музичке школе у Новом Саду.
- Пал Салаи (1892-непознато), атлетичар, фудбалер, фудбалски тренер. Тренер ФК Парма у сезони 1938-1939.
- Тихомир Влашкалић (1923-1993), председник Централног комитета СК Србије.
- Никола Бошњак (1927-1977), носилац високог израелског признања "Праведник међу нацијама".
- Драгослав Херцег (1948), ректор Универзитета у Новом Саду (1991-1996).
- Бранка Парлић (1955), академска музичарка и пијанисткиња.
- Ендре Шили (1956), математичар и академик, инострани члан Српске академије науке и уметности и члан Краљевско друштва.
- Драган Шкрбић (1968), бивши је српски рукометаш и репрезентативац. Изабран је 2000. године за најбољег играча на свету од стране Међународне рукометне федерације.
- Дејан Луткић (1974), српски је филмски, телевизијски и позоришни глумац.
- Јелена Ђукић (1980), српска је позоришна, телевизијска и филмска глумица.
- Надежда Јаковљевић (1994), српска је позоришна глумица. Стална је чланица глумачког ансамбла Књажевско-српског театра у Крагујевцу.
- Предраг Рајић (1987), српски политички аналитичар, политичар, публициста

## Галерија
- Православна црква у Кули
- Католичка црква у Кули
- Хришћанска адвентистичка црква у Кули